# Pieranna Garavaso
Pieranna Garavaso est une philosophe analytique américaine,  professeure émérite à l'université du Minnesota à Morris.

## Formation
Elle obtient son doctorat en philosophie de l'université du Nebraska à Lincoln. 

## Travaux
Ses domaines d'intérêt comprennent les questions épistémologiques et métaphysiques en philosophie des mathématiques, en philosophie du langage, Ludwig Wittgenstein, Gottlob Frege, Bertrand Russell et l'épistémologie féministe. 

## Prix et distinctions
Elle est récipiendaire de deux prix d'enseignement distingués : le prix d'enseignement de la Morris Alumni Association de l'Université du Minnesota en 2003 et le Horace T. Morse University of Minnesota Alumni en 2004. 

## Publications

### Livres
- The Bloomsbury Companion to Analytic Feminism, Bloomsbury Academic, juin 2018[4].
- Frege on Thinking and Its Epistemic Significance, co-écrit avec Nicla Vassallo, Lexington Books, Lanham, novembre 2014[5].
- Filosofia delle donne (Philosophie des femmes), co-écrit avec Nicla Vassallo, Laterza, Roma-Bari, 2007 ; première réimpression septembre 2007[6].
- Filosofia della matematica. Numeri e strutture (Philosophie des mathématiques. Nombres et Structures), Guerini, Milan (Italie), 1998[7].

### Articles
- "Psychological Continuity and Trauma," The Journal of Philosophical Research, 39(2014), 101-125.
- "Four Theses in Frege," Paradigmi, 3 (2013): 43-59.
- "Hilary Putnam's Consistency Objection Against Wittgenstein's Conventionalism in Mathematics," Philosophia Mathematica, (III), 00 (2013): 1-18.
- "Il destino di Karen. Università e donne nel Nord America" (Karen's Fate. Academe and Women in North America), Diogene, Vol. 4, 16(September–November 2009), pp. 44–46.
- "Scienza," in Donna m'apparve, Codice Edizioni 2009, pp. 117–130.
- "Editor's Introduction," in Philip Hugly and Charles Sayward, Arithmetic and Ontology: A Non-Realist Philosophy of Mathematics, Monograph-in-Debate Series of The Poznań Studies in the Philosophy of the Sciences and the Humanities, vol. 90, Amsterdam/New York, NY: Rodopi, 2006, pp. 11–20.
- "On Frege's Alleged Indispensability Argument," in Philosophia Mathematica (III) 13(2005), pp. 160–173.
- "Esiste una condizione necessaria per la razionalitá?" (Is there a necessary condition for rationality?), in Esperienza e razionalitá. Prospettive contemporanee, edited by Roberta Corvi, Franco Angeli, Milan, 2005, pp. 127–143.
- "On Behalf of the Neglected Body," in Ikaheimo, Kotkavirta, Laitinen, and Lyyra, eds., Personhood. workshop Papers of the Conference "Dimensions of Personhood," University of Jyväskylä, Finland, 2004, pp. 54–60.
- "Filosofia della Matematica" (Philosophy of Mathematics), Storia della filosofia analitica (History of Analytic Philosophy), Einaudi, Turin (Italy), 2002.
- "La Varietà delle epistemologie femministe" (The Variety of Feminist Epistemologies), Donne e filosofia (Women and Philosophy), Erga, 2001, pp. 218–233.
- "Why the New Theorist May still Need to Explain Cognitive Significance but not Mind Doing It," Philosophia Vol. 28 (2000), pp. 1–11.
- "Mens Una in Corpore Uno," Identità personale: un dibattito aperto (Personal Identity: an open debate), Andrea Bottani and Nicla Vassallo, eds. Loffredo, Naples 2000, pp. 281–309.
- "The Quine/Wittgenstein Controversy: Any Role for Feminist Empiricism in It?," Epistemologia, Vol. XXII (1999), pp. 63–90.
- "Il controverso rapporto fra naturalismo e femminismo" (The Controversial Relationship Between Naturalism and Feminism), in E. Agazzi and N. Vassallo, eds., Introduzione al Naturalismo (Introduction to Naturalism), Franco Angeli, March 1998.
- "The Distinction Between the Logical and the Empirical in On Certainty," Philosophical Investigations, 1998.
- "Actuality and Necessity," The Journal of Critical Analysis, vol. 9, No. 2 (1992). pp. 173–187.
- "Anti-Realism and Objectivity in Wittgenstein's Philosophy of Mathematics," Philosophica, 48 (1991, 2), 93-106.
- "Frege on the Analysis of Thoughts," History and Philosophy of Logic, 12 (1991), 195-210.
- "Taylor's Defense of Two Traditional Arguments for the Existence of God," Sophia, (co-authored with Lory Lemke), vol. 29, no. 1, April 1990, pp. 31–41.
- "Wittgenstein's Philosophy of Mathematics: A Reply to Two Objections," Southern Journal of Philosophy, vol. 26, 1988, pp. 179–191.

## Critiques du travail de Garavaso
- Jose Maria Ariso, "El efecto de la experiencia sobre la reestructuración de los sistemas de creencias de Quine y Wittgenstein" ("L'effet de l'expérience sur la restructuration des systèmes de croyances de Quine et Wittgenstein"), LOGOS . Anales del Seminario de Metafísica Vol. 41 (2008) : 239-258.
- Daniele Moyal-Sharrock (en), « Wittgenstein Distinguished: A Response to Pieranna Garavaso », Philosophical Investigations, volume 23, numéro 1, janvier 2000, pp. 54-69(16).
- "Some Objections to Garavaso's Wittgenstein", The Southern Journal of Philosophy (1991) Volume XXIX, n° 3.